# Веньяно
Веньяно (итал. Veniano) — коммуна в Италии, располагается в регионе Ломбардия, подчиняется административному центру Комо.
Население составляет 2336 человек, плотность населения составляет 779 чел./км². Занимает площадь 3 км². Почтовый индекс — 22070. Телефонный код — 031.
Покровителем населённого пункта считается святой Амвросий Медиоланский. Праздник ежегодно празднуется 17 января.